# William McIlvanney
William McIlvanney, född 25 november 1936 i Kilmarnock, Ayrshire, Skottland, död 5 december 2015 i Netherlee utanför Glasgow, var en brittisk (skotsk) författare av kriminallitteratur, romaner och lyrik.  
Hans verk Laidlaw, The Papers of Tony Veitch och Walking Wounded är kända för sina porträtt av Glasgow under 1970-talet.

## Biografi
McIlvanney föddes i Kilmarnock som son till en gruvarbetare. Han studerade vid Kilmarnock Academy och senare vid University of Glasgow. Därefter arbetade han som lärare i engelska mellan åren 1960 och 1975. Hans första bok, Remedy is None, gavs ut 1966 och vann  Geoffrey Fabers minnespris. Docherty (1975), ett porträtt av en gruvarbetare vars mod och tålamod testas under depressionen, vann Whitbread Novel Award. The Big Man (1985), är berättelsen om Dan Scoular, en arbetslös man som blir boxare för att överleva. Båda romanerna innehåller typiska McIlvanney-karaktärer - tuffa, ofta våldsamma, män fastlåsta i en kamp med sin egen natur och bakgrund. 
Hans roman, The Kiln (1996), är berättelsen om Tam Docherty, sonson till hjälten i Docherty. Den vann Saltire Society Scottish Book of the Year Award. The Big Man (1985) filmatiserades med Liam Neeson och Billy Connolly som skådespelare. Laidlaw (1977), The Papers of Tony Veitch (1983) och Strange Loyalties (1991) är kriminalromaner med inspektör Jack Laidlaw som huvudperson. 
William McIlvanney är också en lovordad poet, och är författare till The Longships in Harbour: Poems (1970) och Surviving the Shipwreck (1991), vilken också innehåller en del journalistik, bland annat en essä om T.S. Eliot. Hans novell "Dreaming" (publicerad i Walking Wounded 1989) filmatiserades av BBC Scotland 1990 och vann en BAFTA. Hans bror är sportjournalisten Hugh McIlvanney.